# Edmilson Barros
Edmilson Barros (Recife, 16 de abril de 1964) é um ator e engenheiro brasileiro. No ramo da engenheira, prestou serviços para a Petrobrás, já artisticamente atua no teatro, cinema e em diversos trabalhos na Rede Globo.

## Filmografia

### Televisão
| Ano     | Título                        | Personagem               | Nota                                            |
| ------- | ----------------------------- | ------------------------ | ----------------------------------------------- |
| 2025    | Êta Mundo Melhor!             | Comprador do Sítio       | Episódio: "23 de julho"                         |
| 2024    | Dr4g0n                        | Oscar                    |                                                 |
| 2024    | Renascer                      | Delegado Nórcia          | Episódios: "1 de julho–5 de setembro"           |
| 2021    | Nos Tempos do Imperador       | Promotor Osório Nogueira | Episódio: "28 de dezembro"                      |
| 2019    | Bom Sucesso                   | Dr. Cézar Castriotto     | Episódio: "29 de julho"                         |
| 2018–22 | Tô de Graça                   | Pará                     |                                                 |
| 2017    | Pega Pega                     | Aníbal Tavares           |                                                 |
| 2016    | Nada Será Como Antes          | Armando                  |                                                 |
| 2016    | Chapa Quente                  | Major Monteiro           |                                                 |
| 2016    | Velho Chico                   | Olegário do Cartório     |                                                 |
| 2014    | Malhação Sonhos               | Lincoln Oliveira         |                                                 |
| 2014    | O Caçador                     | Delegado Oliveira        |                                                 |
| 2013    | Malhação: Intensa como a Vida | Vavá                     |                                                 |
| 2013    | A Grande Família              | Assunção                 | Episódio: "O Puxadinho"                         |
| 2013    | Louco por Elas                | Cabeça                   |                                                 |
| 2012    | Gabriela                      | Nhô Galo                 |                                                 |
| 2012    | As Brasileiras                | Tonico                   | Episódio: "A Sambista da BR-116"                |
| 2011    | A Vida da Gente               | Mariano                  |                                                 |
| 2011    | Cordel Encantado              | Ademar                   |                                                 |
| 2010    | Tempos Modernos               | Lindomar                 |                                                 |
| 2009    | Decamerão - A Comédia do Sexo | Calandrino               |                                                 |
| 2009    | Força-Tarefa                  | Toninho                  | Episódio: "Fogo Cerrado"                        |
| 2008    | Ó Paí Ó                       | Delegado Joba            |                                                 |
| 2008    | A Favorita                    | Adaílton                 |                                                 |
| 2008    | Casos e Acasos                | Jorge                    | Episódio: "A Escolha, a Operação e a Outra"     |
| 2007    | Desejo Proibido               | Álvaro                   |                                                 |
| 2006    | A Grande Família              | Delegado                 | Episódio: "Mulher de Amigo Meu Pra Mim é Homem” |
| 2006    | A Diarista                    | Tonico                   | Episódio: "Pelíssima"                           |
| 2005    | A Diarista                    | Vasconcelos (Vavá)       | Episódio: "Eu, Tu, Ele"                         |
| 2004    | A Diarista                    | Beto                     | Episódio: "Aquele com os Adolescentes"          |
| 2004    | A Grande Família              | Guiomar                  |                                                 |
| 2004    | Da Cor do Pecado              | Joba                     |                                                 |
| 2004    | A Grande Família              | Coveiro                  | Episódio: "Réquiem para Uma Diarista"           |
| 2003    | Carga Pesada                  | Juvêncio                 |                                                 |

### Cinema
| Ano  | Título                             | Personagem                      |
| ---- | ---------------------------------- | ------------------------------- |
| 2025 | A Fábrica de Sonhos                | Thiago (Diretor da Novela)      |
| 2023 | Mussum, o Filmis                   | Ator no esquete d'Os Trapalhões |
| 2017 | Real: O Plano por Trás da História | Senador baiano                  |
| 2016 | Vidas Partidas                     | Delegado                        |
| 2014 | Boa Sorte                          | Enfermeiro Marcos               |
| 2014 | Tim Maia                           | Engenheiro                      |
| 2013 | Minha Mãe É Uma Peça               | Marido da Mônica                |
| 2012 | Reis e Ratos                       | Tony                            |
| 2010 | O Bem-Amado                        | Chico Moleza                    |
| 2008 | Romance                            | Edmílson                        |
| 2007 | Sem Controle                       | Edmílson/Benedito               |
| 2007 | Ópera do Mallandro                 | 3º Malandro                     |
| 2005 | A Máquina                          | Doido Discípulo                 |
| 1998 | Edifício Oxumaré                   | João                            |
| 1996 | Baile Perfumado                    | curta-metragem                  |
| 1995 | Cachaça                            | curta-metragem                  |